# Roberto Carlos Domínguez
Roberto Carlos Domínguez Fuentes (Chalatenango, El Salvador, 9 de mayo de 1997) es un futbolista salvadoreño. Juega como defensa central y su equipo actual es el Asociación Deportiva Isidro Metapán de la Primera División de El Salvador, máxima categoría profesional del país.
Roberto Domínguez fue el primer, y de momento único, salvadoreño que ha anotado gol en la Copa Libertadores de América de Conmebol.

## Carrera
Domínguez inició su carrera en las inferiores de Turín FESA, hasta ser traspasado a las reservas de la Juventud Independiente de la Primera División de El Salvador en el año 2013. En el 2014 pasó a las filas del equipo mayor donde jugó una temporada con el club. El 16 de agosto de 2014 hizo su debut profesional como futbolista entrando de sustitución a los 67 minutos en un juego contra el Santa Tecla en el cual su equipo perdió por 4-2 en el Estadio Nacional Las Delicias. A mediados de 2014, fichó por el Santa Tecla, por lo que puso fin al vínculo con el club arqueologo con el que acumuló un total de 33 apariciones. Con el club tecleño ha conquistado tres campeonatos en el Torneo Clausura 2015, Torneo Apertura 2016 y Torneo Clausura 2017.

## Selección nacional
Es internacional absoluto con la Selección de El Salvador desde el 14 de noviembre de 2015. Debutó en un partido correspondiente a la cuarta ronda de clasificación rumbo a Rusia 2018 contra la Selección de fútbol de México en el Estadio Azteca en el cual su selección perdió por 3-0.
- Ha sido internacional con la Selección de El Salvador en 17 ocasiones.
- Ha sido internacional con la Selección Sub-21 en 2 ocasiones.
- Ha sido internacional con la Selección Sub-20 en 12 ocasiones anotando 2 goles.

## Clubes
Actualizado al último partido jugado el 11 de mayo de 2025.
| Club Deportivo Juventud Independiente · El Salvador | 1.ª                 | 2014-15             | 33  | 0 | - | - | -  | - | 33  | 0 |
| Club Deportivo Juventud Independiente · El Salvador | Total               | Total               | 33  | 0 | 0 | 0 | 0  | 0 | 33  | 0 |
| Santa Tecla Fútbol Club · El Salvador               | 1.ª                 | 2015-16             | 39  | 0 | - | - | 4  | 0 | 43  | 0 |
| Santa Tecla Fútbol Club · El Salvador               | 1.ª                 | 2016-17             | 35  | 0 | - | - | -  | - | 35  | 0 |
| Santa Tecla Fútbol Club · El Salvador               | 1.ª                 | 2017-18             | 28  | 1 | - | - | 2  | 0 | 30  | 1 |
| Santa Tecla Fútbol Club · El Salvador               | 1.ª                 | 2018                | 1   | 0 | - | - | 1  | 0 | 2   | 0 |
| Santa Tecla Fútbol Club · El Salvador               | Total               | Total               | 103 | 1 | 0 | 0 | 7  | 0 | 110 | 1 |
| Vancouver Whitecaps Football Club · Canadá          | 1.ª                 | 2018                |     |   |   |   |    |   |     |   |
| Vancouver Whitecaps Football Club · Canadá          | Total               | Total               | 0   | 0 | 0 | 0 | 0  | 0 | 0   | 0 |
| Club Deportivo FAS · El Salvador                    | 1.ª                 | 2019                | 20  | 1 | - | - | -  | - | 20  | 1 |
| Club Deportivo FAS · El Salvador                    | Total               | Total               | 20  | 1 | 0 | 0 | 0  | 0 | 20  | 1 |
| Santa Tecla Fútbol Club · El Salvador               | 1.ª                 | 2019                | 19  | 0 | - | - | 2  | 0 | 21  | 0 |
| Santa Tecla Fútbol Club · El Salvador               | Total               | Total               | 19  | 0 | 0 | 0 | 0  | 0 | 21  | 0 |
| Club Bolívar · Bolivia                              | 1.ª                 | 2020                | 18  | 1 | - | - | 2  | 1 | 20  | 2 |
| Club Bolívar · Bolivia                              | Total               | Total               | 18  | 1 | 0 | 0 | 2  | 1 | 20  | 2 |
| Partizán de Tirana · Albania                        | 1.ª                 | 2021                | 2   | 0 | - | - | -  | - | 2   | 0 |
| Partizán de Tirana · Albania                        | Total               | Total               | 2   | 0 | 0 | 0 | 0  | 0 | 2   | 0 |
| Asociación Deportiva Chalatenango · El Salvador     | 1.ª                 | 2021-22             | 32  | 0 | - | - | -  | - | 32  | 0 |
| Asociación Deportiva Chalatenango · El Salvador     | Total               | Total               | 32  | 0 | 0 | 0 | 0  | 0 | 32  | 0 |
| Club Deportivo FAS · El Salvador                    | 1.ª                 | 2022-23             | 31  | 0 | - | - | -  | - | 31  | 0 |
| Club Deportivo FAS · El Salvador                    | 1.ª                 | 2023-24             | 43  | 2 | - | - | 3  | 0 | 46  | 2 |
| Club Deportivo FAS · El Salvador                    | Total               | Total               | 74  | 2 | 0 | 0 | 3  | 0 | 77  | 2 |
| Asociación Deportiva Isidro Metapán · El Salvador   | 1.ª                 | 2024-25             | 30  | 2 | - | - | -  | - | 30  | 2 |
| Asociación Deportiva Isidro Metapán · El Salvador   | 1.ª                 | 2025-26             |     |   |   |   |    |   |     |   |
| Asociación Deportiva Isidro Metapán · El Salvador   | Total               | Total               | 30  | 2 | 0 | 0 | 0  | 0 | 30  | 2 |
| Total en su carrera                                 | Total en su carrera | Total en su carrera | 331 | 7 | 0 | 0 | 14 | 1 | 345 | 8 |
| (2) No incluye goles en partidos amistosos.         |                     |                     |     |   |   |   |    |   |     |   |

Segunda División de El Salvador
| Club                   | País        | Año         |
| ---------------------- | ----------- | ----------- |
| Turín FESA Fútbol Club | El Salvador | 2013 - 2014 |

### Selección nacional
| Selección                                      | Año                 | Partidos | Goles |
| ---------------------------------------------- | ------------------- | -------- | ----- |
| El Salvador Sub-20                             |                     |          |       |
| 2015                                           | 5                   | 0        |       |
| 2017                                           | 6                   | 2        |       |
| El Salvador Sub-21                             |                     |          |       |
| 2014                                           | 2                   | 0        |       |
| 2018                                           | 3                   | 0        |       |
| Total en su carrera                            | Total en su carrera | 16       | 2     |
| El Salvador                                    |                     |          |       |
| 2015                                           | 2                   | 0        |       |
| 2016                                           | 4                   | 0        |       |
| 2017                                           | 8                   | 0        |       |
| 2018                                           | 6                   | 0        |       |
| 2019                                           | 14                  | 1        |       |
| 2020                                           | 1                   | 0        |       |
| 2021                                           | 13                  | 0        |       |
| 2022                                           | 8                   | 0        |       |
| 2023                                           | 5                   | 0        |       |
| 2024                                           | 4                   | 0        |       |
| Total en su carrera                            | Total en su carrera | 65       | 1     |
| Estadísticas hasta el 18 de noviembre de 2024. |                     |          |       |

### Palmarés
| Título           | Club        | País        | Torneo        |
| ---------------- | ----------- | ----------- | ------------- |
| Primera División | Santa Tecla | El Salvador | Apertura 2016 |
| Primera División | Santa Tecla | El Salvador | Clausura 2017 |
| Copa El Salvador | Santa Tecla | El Salvador | 2016-17       |
| Primera División | FAS         | El Salvador | Apertura 2022 |